# Tu-300
Tu-300 – radziecki i rosyjski, rozpoznawczy i uderzeniowy, bezzałogowy aparat latający (UAV) opracowany przez biuro konstrukcyjne Tupolewa.

## Historia
Aparat powstał na bazie wcześniejszych konstrukcji Tu-143 Rejs i Tu-141. Przyjęto ogólny układ aerodynamiczny znany z konstrukcji bazowych, w których silnik odrzutowy, wraz z wlotem powietrza znajduje się nad kadłubem. Prace rozpoczęto jeszcze w czasach Związku Radzieckiego, w 1982 roku, a ukończono w 1990 roku. Docelowo planowano budowę dwóch wersji samolotu. Pierwsza z nich, rozpoznawcza Filin-1/2 (ros. Филин-1/2), miała być wyposażona w zestaw czujników optycznych lub elektronicznych. Druga z wersji, uderzeniowa, Korszun-U (ros. Коршун-У), miała być wyposażona w zasobnik bombowy KMGU-1. Oficjalnie prace nad Tu-300 zakończono dopiero w 2010 roku.